# Adem Büyük
Adem Büyük (né le 30 août 1987 à Hopa) est un footballeur international turc évoluant au Manisa FK.

## Biographie

### En club
Formé au Beşiktaş JK, il ne dispute aucun match en équipe première. En effet le joueur est prêté à divers clubs. C'est ainsi qu'au début de la saison 2005-2006 il est prêté au Zeytinburnu SK où il dispute 11 matchs et inscrit 2 buts. En janvier 2006, il est cette fois-ci prêté au Akçaabat Sebatspor jusqu'à la fin de la saison, mais son prêt sera par la suite prolongé pour une saison supplémentaire.
Il est ensuite prêté au Altay SK pour la saison 2007-2008. Le 19 avril 2008, il inscrit un quadruplé lors de la victoire 0-5 en déplacement de son équipe face à İstanbulspor.
Le 4 juillet 2008, il est un des deux joueurs utilisé en contre partie dans le transfert d'Uğur İnceman au Beşiktaş JK. Le joueur s'engage au Manisaspor pour une durée de trois ans. Lors de la saison 2008-2009, il est un des joueurs qui permet à son club d'être promu en Süper lig.
Le 1er septembre 2009, le joueur est prêté en division 2 au Boluspor.
Lors du mercato hivernal 2011, le joueur est prêté au Mersin İdman Yurdu.
Il dispute son premier match en Süper lig le 2 octobre 2011, en entrant au jeu à la 74e minute en remplacement de Yiğit Gökoğlan (en) et ne peut empêcher Manisaspor de s'incliner sur le score de 2-1.
Lors du mercato hivernal 2012, il est transfèré au Kasımpaşa SK. Il dispute son premier match sous ses nouvelles couleurs le 11 janvier 2012, à l'occasion d'une rencontre de Coupe de Turquie face à Ankaragücü. Kasımpaşa remporte la partie sur le score de 6-2 et Adem Büyük est l'auteur d'un triplé au cours de la rencontre. Le 21 octobre 2012, il inscrit son premier but en Süper lig face à Mersin İdman Yurdu, qui voit les deux équipes se quitter sur le score de 2-2.
Le 7 septembre 2017, le joueur s'engage gratuitement avec le Yeni Malatyaspor.
Le 28 juin 2019, Büyük signe librement au Galatasaray SK. Le transfert est effectif à partir du 1er juillet suivant.
Barré par Radamel Falcao et Florin Andone, Büyük ne joue pas beaucoup de matchs. Toutefois, il inscrit son premier but pour le club face à Kayserispor le 30 août 2019, permettant à Galatasaray de s'imposer en déplacement sur le score de 3-2 dans les dernières seconde du temps additionnel. Profitant par la suite des blessures de ses coéquipiers, le joueur prend part à plus de rencontre. C'est ainsi que le 6 novembre 2019, il dispute son premier match en ligue des champions face au Real Madrid, Mais son équipe s'inclinera lourdement sur le score de 6-0. Le 26 novembre suivant, il inscrit son premier but dans cette même compétition lors du match nul 1-1 face au Club de Bruges.

### En équipe nationale
Il joue son premier match en équipe nationale le 15 novembre 2013 en amical contre l'Irlande du Nord. La Turquie remporte la partie sur le score de 1-0.
Adem Büyük compte un total de quatre sélections pour aucun but inscrit.

## Palmarès
- Champion de Turquie de D2 en 2009 avec Manisaspor et en 2011 avec Mersin İdman Yurdu

- Vainqueur de la Supercoupe de Turquie en 2019 avec Galatasaray